# Sajgs
Sajgs är ett naturreservat i Hellvi socken i Region Gotland på Gotland.
Området är naturskyddat sedan 2008 och är 91 hektar stort. Reservatet består av talldominerad barrskog samt agmyren Majstermyr och öppna alvarmarker. 